# Ol'ga Baryševa
Ol'ga Fëdorovna Baryševa, coniugata Korostelëva (in russo Ольга Фёдоровна Барышева-Коростелёва?; Sverdlovsk, 24 agosto 1954), è un'ex cestista e allenatrice di pallacanestro sovietica.

## Carriera
Con l'Unione Sovietica ha disputato due edizioni dei Giochi olimpici (Montréal 1976, Mosca 1980), due dei Campionati mondiali (1975, 1983) e sei dei Campionati europei (1974, 1976, 1978, 1980, 1981, 1983).